# Barnhouse

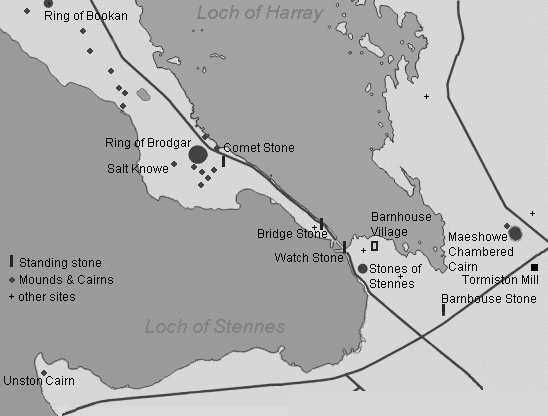
Localisation de Barnhouse dans le Cœur néolithique des Orcades.

Barnhouse est un site archéologique situé sur l'ile principale des Orcades, en Écosse, non loin des pierres levées de Stenness. Il comprend les restes d'un village néolithique d'au moins 15 maisons. Le village, daté d'environ 3 000 av. J.-C., a été abandonné vers 2 600 av. J.-C. et est probablement devenu un lieu de culte.

## Découverte
Situé sur les rives du Loch de Harray, à environ 8 km au nord-est de Stromness, le site a été découvert en 1984 par Colin Richards,,. Les fouilles ont été menées entre 1986 et 1991, révélant au fil du temps les soubassements d'au moins 15 maisons.

## Description
Les maisons présentent des similitudes avec celles de la première phase de la colonie plus connue de Skara Brae en ce qu'elles ont des foyers centraux, des lits construits contre les murs et des commodes en pierre, et des drains internes. Mais elles diffèrent en ce que les maisons semblent avoir été autonomes. L'établissement remonte à environ 3 000 av. J.-C.,.
Le plus grand des bâtiments d'origine était la maison 2. Elle était de taille double, avec un niveau de construction plus élevé que les autres maisons et, contrairement aux autres (reconstruites jusqu'à cinq fois), elle semble être restée en usage tout au long de la période habitée de la colonie. Les maisons étaient regroupées autour d'un espace central ouvert qui était divisé en zones pour la fabrication de la poterie et le travail du silex, des os et des peaux. Les vestiges suggèrent que Barnhouse a été abandonnée vers 2 450 av. J.-C..
Après que Barnhouse a cessé d'être occupé, une autre structure a été ajoutée, en partie au-dessus des niveaux de construction antérieurs. Ce bâtiment (connu sous le nom de Structure 8) avait une pièce d'environ 7 m2 avec des murs de 3 m d'épaisseur et une entrée orientée vers le nord-ouest, de sorte que le coucher de soleil du milieu de l'été rayonne le long du passage, avec des similitudes avec certains cairns dolméniques. La structure 8 était entourée d'une plate-forme d'argile, et son entrée était alignée avec Maeshowe. La structure 8 a sans doute servi de lieu de cérémonie plutôt que d'habitation, elle est probablement étroitement liée aux pierres levées de Stenness voisines. Certaines de ses dalles de foyer y ont peut-être été transférées.

## Vestiges archéologiques
Des poteries de type Grooved ware ont été trouvées, comme aux pierres levées de Stenness et à Skara Brae. Des outils en silex et en pierre ont été collectés, ainsi qu'un morceau de rétinite qui proviendrait de l'île d'Arran.

## Visites
Le site est accessible au public par un sentier pédestre depuis les pierres levées de Stenness.

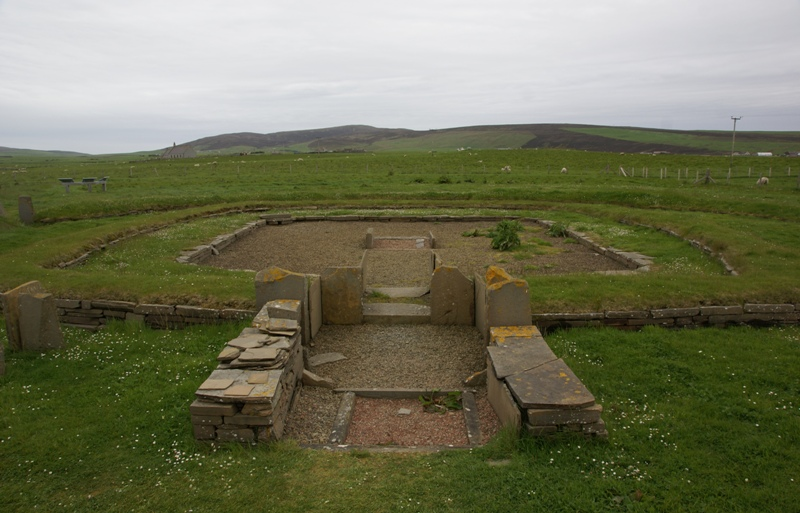
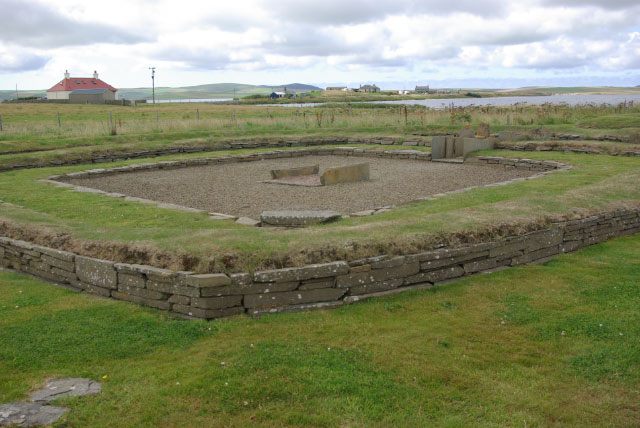
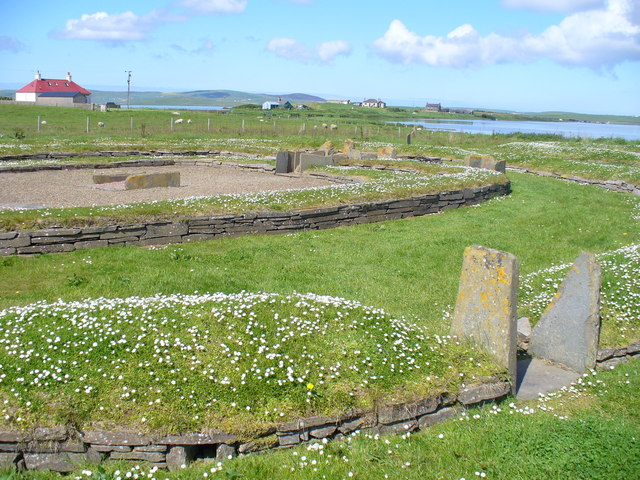